# Кабарга гімалайська
Гімалайська або білочерева кабарга або мускусний олень (Moschus leucogaster) — вид невеликих ссавців роду кабарг (Moschus). Раніше розглядався як підвид альпійської кабарги (Moschus chrysogaster). Мешкає в північному Афганістані, Тибеті, Кашмірі, Уттаракханді, Непалі, Сіккімі та Бутані. Населяє альпійські луки, найнижчі — на висоті 2500 м над рівнем моря. Вид знаходиться під загрозою через значне браконьєрське полювання на нього.